# The Real Housewives
The Real Housewives es una franquicia estadounidense consistente de varios programas de telerrealidad  emitidos por Bravo desde el 21 de marzo de 2006. Documenta la vida personal y profesional de varias amas de casa de clase alta residentes de varias regiones a lo largo de los Estados Unidos. La primera versión, The Real Housewives of Orange County se estrenó en 2006; de su éxito se han emitido otros 11 versiones en los Estados Unidos, y 24 versiones internacionales .
Las posteriores entregas han demostrado tener similar éxito, y han tenido sus propias series de spin-offs, entre ellos Vanderpump Rules.

## Historia
| "Desde Peyton Place hasta Desperate Housewives, los espectadores han sido remachados con versiones ficticias de estilos de vida en la televisión. Ahora, aquí está una serie que representa la vida real 'desesperada' de las amas de casa con un look auténtico a su irresistible drama del día a día." —— Nota de prensa de Bravo, describiendo el concepto de The Real Housewives of Orange County. |

The Real Housewives fue anunciado en mayo de 2005 como uno de los seis reality shows ordenadospor el canal de televisión Bravo. Fue inspirado por las telenovelas Desperate Housewives y Peyton Place, y documentaría las vidas de mujeres de clase alta que "dirigen sus vidas glamurosas en la pintoresca comunidad cerrada del Sur de California donde una casa media vale $1.6 millones y sólo residen directores ejecutivos y atletas profesionales jubilados."

### The Real Housewives of Orange County
En enero de 2006, el programa se anunció como The Real Housewives of Orange County. Sin embargo, el rodaje comenzó en 2005 bajo el título "Behind the Gates".
La primera temporada se emitió en Bravo del 21 de marzo al 9 de mayo de 2006. El elenco original estaba formado por Kimberly Bryant, Jo De La Rosa, Vicki Gunvalson, Jeana Keough y Lauri Waring. El programa ha tenido cuatro spin-offs: Date My Ex: Jo & Slade, Tamra's OC Wedding , Glitter Town y Simply Gina.

### The Real Housewives of New York City
En septiembre de 2007, Bravo confirmó la producción de Manhattan Moms, la cual "seguiría un ecléctico grupo de socialités de NY y sus familias." Sin embargo, fue renombrado The Real Housewives of New York City en enero de 2008, convirtiéndose en la segunda entrega de la franquicia; se estrenó el 4 de marzo de 2008.
El elenco original estaba formado por Luann de Lesseps, Bethenny Frankel, Alex McCord, Ramona Singer y Jill Zarin. Ha tenido tres spin-offs: Bethenny Ever After , Bethenny & Fredrik y Luann & Sonja: Welcome to Crappie Lake.

### The Real Housewives of Atlanta
En junio de 2008, se anunció la tercera entrega de la franquicia, The Real Housewives of Atlanta.
La primera temporada se emitió en Bravo del 7 de octubre al 25 de noviembre de 2008.  El elenco original estaba formado por NeNe Leakes, DeShawn Snow, Shereé Whitfield, Lisa Wu y Kim Zolciak.
El programa ha tenido diez spin-offs: Don't Be Tardy, The Kandi Factory, I Dream of NeNe: The Wedding, Kandi's Wedding, Kandi's Ski Trip, Xscape: Still Kickin' It, Kandi Koated Nights, Porsha's Having a Baby, Porsha's Family Matters y Kandi & The Gang.

### The Real Housewives of New Jersey
En mayo de 2008, se anunció la cuarta entrega de la franquicia, The Real Housewives of New Jersey, antes del anuncio de la entrega de Atlanta.
La primera temporada se emitió en Bravo del 12 de mayo al 8 de julio de 2009. El elenco original estaba formado por Teresa Giudice, Jacqueline Laurita, Caroline Manzo, Dina Manzo y Danielle Staub.
El programa ha tenido tres spin-offs: Boys to Manzo, Manzo'd with Children y Teresa Checks In.

### The Real Housewives of D.C.
En octubre de 2009, se anunció la quinta entrega de la franquicia, The Real Housewives of D.C..
La temporada se emitió en Bravo del 5 de agosto al 21 de octubre de 2010. El elenco estaba formado por Mary Amons, Lynda Erkiletian, Cat Ommanney, Michaele Salahi y Stacie Scott Turner.
El programa terminó después de una temporada, convirtiéndose en la primera franquicia en ser cancelada; su cancelación se produjo después de que uno de los miembros del elenco, Salahi, y su esposo Tareq causaran controversia al ingresar con éxito a la Casa Blanca sin invitación para una cena de estado mientras se filmaba para el programa.

### The Real Housewives of Beverly Hills
En marzo de 2010, se anunció la sexta entrega de la franquicia, The Real Housewives of Beverly Hills.
La primera temporada se emitió en Bravo desde el 14 de octubre de 2010 hasta el 15 de febrero de 2011. El elenco original estaba formado por Taylor Armstrong, Camille Grammer, Adrienne Maloof, Kim Richards, Kyle Richards y Lisa Vanderpump.
El programa ha tenido dos spin-offs: Vanderpump Rules y Vanderpump Dogs. Vanderpump Rules ha tenido dos spin-offs adicionales: Vanderpump Rules After Show y Vanderpump Rules: Jax & Brittany Take Kentucky.

### The Real Housewives of Miami
En marzo de 2010, la cadena encargó un programa titulado Miami Social Club, que serviría como una reconstrucción de Miami Social. Más tarde, el programa se retituló como The Real Housewives of Miami, convirtiéndose en la séptima entrega de la franquicia.
La primera temporada se emitió en Bravo del 22 de febrero al 5 de abril de 2011. El elenco original estaba formado por Lea Black, Adriana de Moura, Alexia Echevarría, Marysol Patton, Larsa Pippen y Cristy Rice.
Después de una pausa de ocho años, la cuarta temporada se emitió en Peacock del 16 de diciembre de 2021 al 10 de marzo de 2022. El elenco reiniciado estaba formado por Guerdy Abraira, Lisa Hochstein, Julia Lemigova, Nicole Martin, Alexia Nepola y Larsa Pippen.
El programa ha tenido un spin-off: Havana Elsa.

### The Real Housewives of Potomac
En noviembre de 2015, se anunció la octava entrega de la franquicia, The Real Housewives of Potomac. La serie tenía el título provisional de Potomac Ensemble antes del anuncio.
La primera temporada se emitió en Bravo del 17 de enero al 17 de abril de 2016. El elenco original estaba formado por Gizelle Bryant, Ashley Darby, Robyn Dixon, Karen Huger, Charrisse Jackson-Jordan y Katie Rost.
El programa ha tenido un spin-off: Karen's Grande Dame Reunion.

### The Real Housewives of Dallas
Antes de ser anunciado, el programa se tituló inicialmente Ladies of Dallas durante su producción inicial, un posible spin-off de Ladies of London.
En noviembre de 2015, se anunció la novena entrega de la franquicia, The Real Housewives of Dallas.
La primera temporada se emitió en Bravo del 11 de abril al 19 de junio de 2016. El elenco original estaba formado por Cary Deuber, Tiffany Hendra, Stephanie Hollman, LeeAnne Locken y Brandi Redmond.
El 17 de agosto de 2021, la cadena anunció que no tenía planes de renovar inmediatamente el programa para una sexta temporada, colocándolo en una pausa indefinida.

### The Real Housewives of Salt Lake City
En noviembre de 2019, se anunció la décima entrega de la franquicia, The Real Housewives of Salt Lake City.
La primera temporada se emitió en Bravo desde el 11 de noviembre de 2020 hasta el 24 de febrero de 2021. El elenco original estaba formado por Lisa Barlow, Mary Cosby, Heather Gay, Meredith Marks, Whitney Rose y Jen Shah.

### The Real Housewives of Dubai
En noviembre de 2021, se anunció la undécima entrega de la franquicia, The Real Housewives of Dubai, como la primera entrega internacional original de la franquicia de la cadena.
La primera temporada se emitió en Bravo del 1 de junio de 2022 al 7 de septiembre de 2022. El elenco original estaba formado por Sara Al Madani, Nina Ali, Chanel Ayan, Caroline Brooks, Lesa Milan y Caroline Stanbury.

## Entregas en Estados Unidos
| Título                                  | Abreviación | Estreno                 | Final                    | Temporadas | Ref.   |
| --------------------------------------- | ----------- | ----------------------- | ------------------------ | ---------- | ------ |
| The Real Housewives of Orange County    | RHOC        | 21 de marzo de 2006     | —                        | 18         | [ 12 ] |
| The Real Housewives of New York City    | RHONY       | 4 de marzo de 2008      | —                        | 15         | [ 13 ] |
| The Real Housewives of Atlanta          | RHOA        | 7 de octubre de 2008    | —                        | 16         | [ 14 ] |
| The Real Housewives of New Jersey       | RHONJ       | 12 de mayo de 2009      | —                        | 14         | [ 15 ] |
| The Real Housewives of D.C.             | RHODC       | 5 de agosto de 2010     | 21 de octubre de 2010    | 1          | [ 16 ] |
| The Real Housewives of Beverly Hills    | RHOBH       | 14 de octubre de 2010   | —                        | 14         | [ 17 ] |
| The Real Housewives of Miami            | RHOM        | 14 de febrero de 2011   | —                        | 7          | [ 18 ] |
| The Real Housewives of Potomac          | RHOP        | 17 de enero de 2016     | —                        | 9          | [ 19 ] |
| The Real Housewives of Dallas           | RHOD        | 11 de abril de 2016     | 11 de mayo de 2021       | 5          | [ 20 ] |
| The Real Housewives of Salt Lake City   | RHOSLC      | 11 de noviembre de 2020 | —                        | 5          | [ 21 ] |
| The Real Housewives Ultimate Girls Trip | RHUGT       | 16 de noviembre de 2021 | 4 de enero de 2024       | 5          | [ 22 ] |
| The Real Housewives of Dubai            | RHODubai    | 1 de junio de 2022      | 17 de septiembre de 2024 | 2          | [ 23 ] |

## Entregas internacionales
| Serie                                | Estreno                  | Final                   | Temporadas | País          | Ref.   |
| ------------------------------------ | ------------------------ | ----------------------- | ---------- | ------------- | ------ |
| The Real Housewives of Athens        | 4 de marzo de 2011       | 27 de junio de 2011     | 1          | Grecia        |        |
| Me'usharot                           | 24 de octubre de 2011    | 24 de julio de 2013     | 3          | Israel        |        |
| Mulheres Ricas                       | 2 de enero de 2012       | 11 de marzo de 2013     | 2          | Brasil        |        |
| The Real Housewives of Vancouver     | 2 de abril de 2012       | 9 de abril de 2013      | 2          | Canadá        | [ 24 ] |
| The Real Housewives of Toronto       | 7 de marzo de 2017       | 9 de mayo de 2017       | 1          | Canadá        |        |
| Les Vraies Housewives                | 18 de marzo de 2013      | 1 de abril de 2013      | 1          | Francia       |        |
| The Real Housewives of Melbourne     | 23 de febrero de 2014    | —                       | 5          | Australia     | [ 25 ] |
| The Real Housewives of Sydney        | 26 de febrero de 2017    | —                       | 3          | Australia     |        |
| The Real Housewives of Chesire       | 12 de enero de 2015      | —                       | 17         | Reino Unido   | [ 26 ] |
| The Real Housewives of Jersey        | 28 de diciembre de 2020  | 7 de marzo de 2022      | 2          | Reino Unido   |        |
| The Real Housewives of Auckland      | 22 de agosto de 2016     | 18 de octubre de 2016   | 1          | Nueva Zelanda | [ 27 ] |
| The Real Housewives of Hungary       | 25 de septiembre de 2017 | 20 de diciembre de 2020 | 4          | Hungría       |        |
| The Real Housewives of Budapest      | 4 de diciembre de 2023   | —                       | 1          | Hungría       |        |
| The Real Housewives of Johannesburgo | 3 de agosto de 2018      | —                       | 4          | Sudáfrica     | [ 28 ] |
| The Real Housewives of Durban        | 29 de enero de 2021      | —                       | 5          | Sudáfrica     |        |
| The Real Housewives of Cape Town     | 10 de julio de 2022      | —                       | 1          | Sudáfrica     |        |
| Die Real Housewives van Pretoria     | 13 de octubre de 2022    | —                       | 1          | Sudáfrica     |        |
| The Real Housewives of Gqeberha      | 3 de febrero de 2023     | —                       | 1          | Sudáfrica     |        |
| Die Real Housewives van die Wynlande | 20 de abril de 2023      | —                       | 1          | Sudáfrica     |        |
| The Real Housewives of Napoli        | 29 de noviembre de 2019  | 10 de octubre de 2021   | 2          | Italia        | [ 29 ] |
| The Real Housewives of Slovenija     | 2 de octubre de 2021     | 4 de diciembre de 2021  | 1          | Eslovenia     |        |
| The Real Housewives of Lagos         | 8 de abril de 2022       | —                       | 2          | Nigeria       |        |
| The Real Housewives of Abuja         | 17 de febrero de 2023    | —                       | 1          | Nigeria       |        |
| The Real Housewives of Amsterdam     | 24 de noviembre de 2022  | —                       | 3          | Países Bajos  |        |
| The Real Housewives of Nairobi       | 23 de febrero de 2023    | —                       | 2          | Kenia         |        |
| The Real Housewives. Żony Warszawy   | 6 de septiembre de 2023  | 22 de noviembre de 2023 | 1          | Polonia       |        |
| The Real Housewives Suomi            | 14 de febrero de 2024    | —                       | 1          | Finlandia     |        |

## Spin-offs
| - Serie - (Parent installment)                                                       | Estreno                  | Final                    | Temporadas | Ref. |
| ------------------------------------------------------------------------------------ | ------------------------ | ------------------------ | ---------- | ---- |
| - Date My Ex - (The Real Housewives of Orange County)                                | 21 de julio de 2008      | 8 de septiembre de 2008  | 1          |      |
| - Bethenny Ever After - (The Real Housewives of New York City)                       | 10 de junio de 2010      | 28 de mayo de 2012       | 3          |      |
| - Don't Be Tardy... - (The Real Housewives of Atlanta)                               | 26 de abril de 2012      | —                        | 7          |      |
| - The Kandi Factory - (The Real Housewives of Atlanta)                               | 9 de abril de 2013       | 26 de mayo de 2013       | 1          |      |
| - Vanderpump Rules - (The Real Housewives of Beverly Hills)                          | 7 de enero de 2013       | —                        | 11         |      |
| - Tamra's OC Wedding - (The Real Housewives of Orange County)                        | 2 de septiembre de 2013  | 16 de septiembre de 2013 | 1          |      |
| - I Dream of NeNe: The Wedding - (The Real Housewives of Atlanta)                    | 17 de septiembre de 2013 | —                        | 1          |      |
| - Manzo'd with Children - (The Real Housewives of New Jersey)                        | —                        | 1                        |            |      |
| - The Real Housewives of Atlanta: Kandi's Wedding - (The Real Housewives of Atlanta) | 1 de junio de 2014       | 1                        | [ 30 ]     |      |

## Redifusión
Las primeras cuatro series entraron en días laborables en redifusión web en la mayoría de mercados de los Estados Unidos el 13 de septiembre de 2010, con episodios de The Real Housewives of Orange County. The Real Housewives of Atlanta empezó a emitir sus episodios en redifusión en el franja de tiempo sindicado el 25 de octubre de 2010; The Real Housewives of New York el 29 de noviembre de 2010; y The Real Housewives of New Jersey el 17 de enero de 2011. Más episodios de Orange County y lo mismo de Atlanta terminaron la temporada.

## Juego
En julio de 2012, Bravo lanzó un videojuego social basado en The Real Housewives of New York City llamado Real Housewives: The Game. El juego, ahora suspendido, era accesible a través de aplicación en Facebook. Cada semana, después de que un nuevo episodio se estrenase en televisión, una nueva historia estaba disponible en el juego.

## Críticas y Controversias
- INSERTE TEXTO*